# Boris Matvéïévitch Sokolov
Pour l’article homonyme, voir Boris Sokolov.
Boris Matvéïévitch Sokolov (en russe : Борис Матвеевич Соколов), né le 7 avril 1889 (19 avril dans le calendrier grégorien) à Nejine (gouvernement de Tchernigov), mort le 30 juillet 1930 à Moscou, est un chercheur en littérature, folkloriste, ethnographe, muséographe et professeur russe et soviétique.

## Biographie
Né dans la famille d'un professeur de littérature russe à l'Institut de philologie historique Bezborodko de Nejine, il est le frère jumeau de Iouri Matvéïévitch Sokolov.

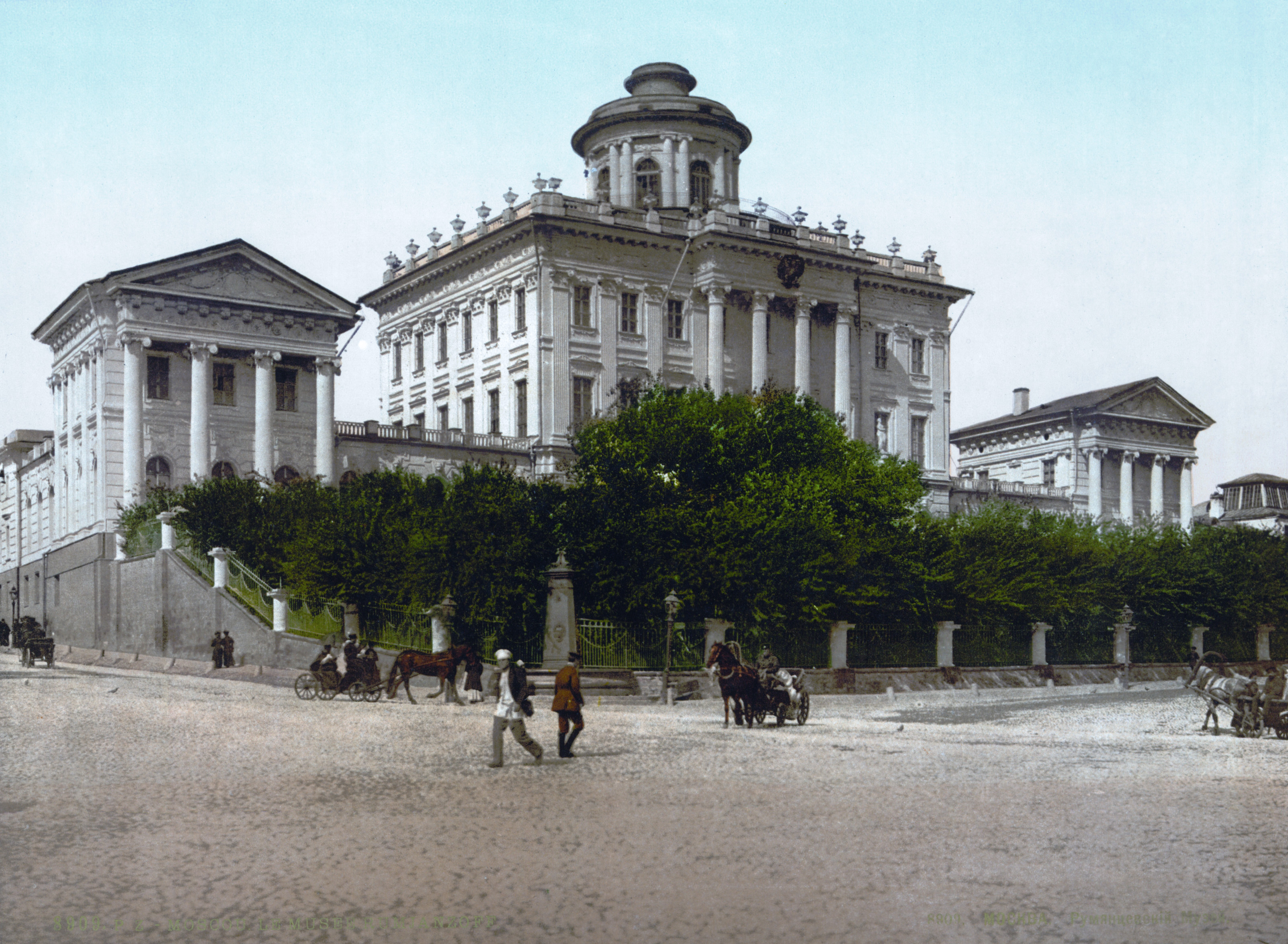
La Maison Pachkov, autrefois Musée Roumiantsev à Moscou

Après avoir fréquenté le lycée de garçons n° 10 de Moscou, il rejoint en 1906, avec son frère, la faculté de philologie historique de l'Université de Moscou. Alors qu'il est encore étudiant, dans les années 1908-1909, il est envoyé en mission dans le gouvernement de Novgorod pour collecter du matériau folklorique et ethnographique ; comme son frère, il est influencé par Vsevolod Miller, chef de l'école historique de la folkloristique russe. Diplômé de l'Université en 1911, il est affecté à la préparation des examens de maîtrise à la faculté. Simultanément, il commence à enseigner à l'Institut des enseignants de Moscou, à l'école de filles de Nikolaïev et au lycée privé O.F. Protopopova (1913-1917), à l'Université d'État de Nijni Novgorod (1916-1918), à l'École supérieure féminine de Moscou (1916-1919). Il collabore également aux Archives principales du Ministère des Affaires étrangères à Moscou. En 1918-1919, il dirige le département ethnographique du Musée Roumiantsev.
Il obtient en 1918 une maîtrise sur le thème des liens entre l'épopée allemande de Siegfried-Sigurd et les légendes russes sur le mariage du prince Vladimir, et devient privat-docent à l'Université de Moscou et professeur occasionnel à l'Université d'État Nekrassov de Kostroma. En 1919, il se voit confier la chaire de littérature russe de l'Université Tchernychevski de Saratov, dont il sera de 1920 à 1924 doyen de la faculté de pédagogie. Vers la fin de cette même année il est arrêté et incarcéré pendant deux mois à la prison de la Boutyrka, d'où il est ensuite relâché sans inculpation.

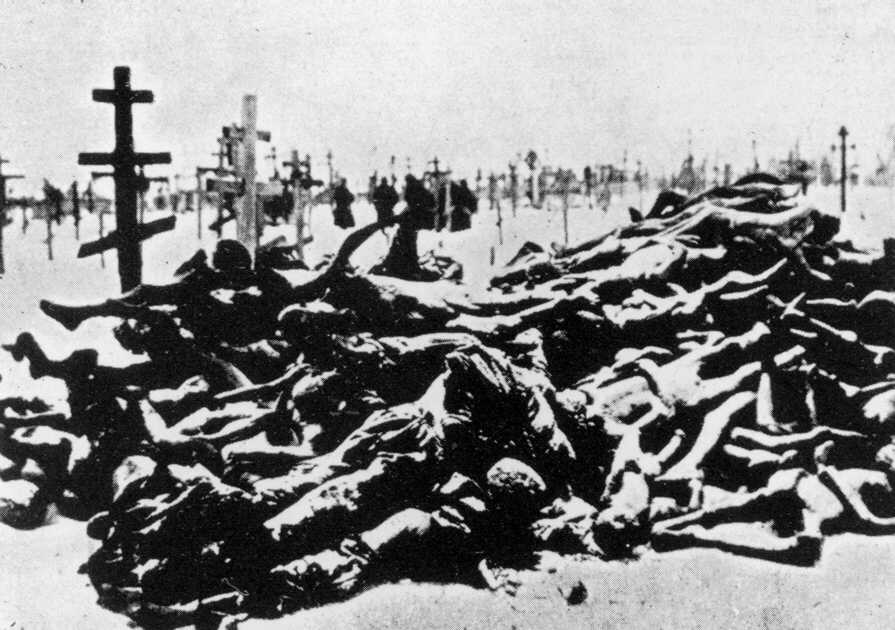
Victimes de la famine des années 1921-22 près de Saratov.

En 1920, il organise le Musée ethnographique régional de Saratov. Il s'engage également dans des activités sociales à Saratov, et participe à la lutte contre la famine des années 1921-1922.
Nommé directeur du nouveau Musée central des peuples d'URSS, il quitte Saratov pour Moscou en janvier 1924. En 1928, il est envoyé en mission en Europe du nord (Finlande, Suède, Norvège, Danemark) pour y étudier les expériences d'organisation des musées ethnographiques. Il enseigne à l'Université de Moscou.
Boris Sokolov est membre de l'Institut de recherche de l'Académie des Beaux-Arts à partir de 1924, collaborateur de l'Institut de recherche sur les langues et la littérature au sein de l'Association russe des instituts de recherche en sciences sociales (RANION).
Dans les années 1926-1928, les frères Sokolov organisent une expédition en Carélie, sur la trace des collecteurs de poésie épique Pavel Rybnikov et Aleksandr Hilferding. Au cours des dernières années de sa vie, Sokolov a été membre du Conseil académique d'État.
Il meurt à Moscou en 1930 et est enterré au cimetière Piatnitskoïe ; ses restes seront plus tard transférés au cimetière de Novodevitchi.

## Œuvres
- En collaboration avec Boris Matvéïévitch Sokolov :
  - Сказки и песни Белозерского края (Contes et chansons de la région de Belozersk), Moscou, 1915. (Ce recueil a été utilisé, parmi d'autres, par Vladimir Propp dans Les racines historiques du conte merveilleux).
  - Русский фольклор (« Le folklore russe »), 1938 (les deux premiers volumes ont été réalisés par Boris Sokolov).